# 新概念英语
《新概念英语》（英語：New Concept English）是由朗文出版社出版的英语学习教材。编著者是路易斯·乔治·亚历山大。共分四本。2009年入选中国图书商报社和中国出版科学研究所联合主办评选的“新中国60年中国最具影响力的600本书”。

## 介绍
本套教材最早出版于1967年，于1997年发行了修订版。

### 第一册
- 水平：英语初阶（First Things First)

共分为两个单元，144课时，其中72课是传统知识性质的课文，另外72课则是以听力和语法为主，间接起到辅导课文的目的。

### 第二册
- 水平：实践与进步（Practice & Progress)

共分为四个单元——96课时，其中第四单元是为了衔接第二册与第三册而设立，一般的培训中心或者学校都会跳过。新概念英语的第二册被许多人认为是一部经典的教材，而它同时也是整部教材中最关键的一册并對世界各地的英语学习者中较有影响力，其中中国内地有许多英语学习者相信通过背诵其课文会提高自己的综合英语水平。学完后词汇量若达4500，可以参加大学英语四级考试。

### 第三册
- 水平：培养技能（Developing Skills）

共分为三个单元——60课，第三册的新概念英语可以说是英语学习者的一把钥匙，英语学习者通过在第三册阶段良好的学习，会具备一定的英语技能，从而可以不费力气的在工作或是其他环境中运用英语。

### 第四册
- 水平：流利英语（Fluency in English）

共分为4个单元或6个单元——视版本不同有48课或者60课（参照“版本说明”）
新概念教材最精华的一册，也是最有难度的一册。学习者通过前三册的学习，已经为自己打下了坚实的基础，而第四册覆盖了一些科普文章，学习者将会更好地提高自己对一些专业知识的了解。

## 影響力
作爲一部英語教材，新概念英語在全球非英語地區的影響力相當大。在中國，一些試圖參加研究生考試，或者大學英語等級考試的學生會將新概念英語作爲他們的重要之輔修教材。

## 版本说明
中国现在出版该教材的授权版本是外语教学与研究出版社和朗文出版亚洲有限公司联合出版的1997年版本，配套录音是英音，由北京外语音像出版社出版（该出版社2006年又出版了美音版录音带）。但在民间还流传着早期该书的另一版本是由上海外语教育出版社1985年出版，其配套录音有美音版和英音版，这一版的英音版是引进英国朗文公司的原版录音，普遍认为这一版本的录音带朗读水平极高。但由于版权原因，现已罕有出售。两个版本教材上有着些许差異，其中较大之处是1997年版本将1985年版本的第四册由60课删为48课，在四册书的习题方面1997年版本较早期版本增加了一些。其他部分有微小差别。